# Molophilus ternatus
Molophilus ternatus är en tvåvingeart som beskrevs av Alexander 1934. Molophilus ternatus ingår i släktet Molophilus och familjen småharkrankar. Inga underarter finns listade i Catalogue of Life.